# 아사히촌 (아이치현 니와군)
아사히촌(旭村)은 일본 아이치현 니와군에 설치되었던 촌이다. 현재의 고난시의 동부에 해당한다.